# Gazzuolo
Gazzuolo – miejscowość i gmina we Włoszech, w regionie Lombardia, w prowincji Mantua.
Według danych na rok 2004 gminę zamieszkiwały 2464 osoby, 112 os./km².